# 吉如拉康
吉如拉康，全称“扎玛尔吉如拉康”，位于中國西藏自治区山南市乃東區结巴乡吉如村，是一座藏传佛教寺院。

## 历史
吉如拉康位于山南市乃東區以北的结巴乡吉如村。该寺是吐蕃赞普墀德祖赞（704年－755年）时期始建的一座寺庙，也是中国现存最古老的寺庙之一。
1980年代中期，文物工作者对吉如拉康进行了文物普查。同时，英国藏学家罗伯特·维塔利在其所著《西藏中部早期寺院》一书中，专设一章介绍吉如拉康，书中所刊的照片可见吉如拉康的佛像周围堆满经书。但该书沿袭了藏文史籍中的一个错误记载，将吉如拉康错称为“噶曲寺”。实际上噶曲寺和吉如拉康无关，而且早就成为一座废寺。中国的研究者根据研究和考证，最后判定西藏中部早期寺院》一书中的照片上的寺庙就是吉如拉康。
吉如拉康的经书过去未得到有效保护。1980年代以来，国家开展了文物普查，这些经书才陆续受到国内外专家重视。2002年，一批经书在吉如拉康整理成册，总计三百多卷。这批经书基本上属于显宗经典，以大、中《般若经》居多。整理之前，不同版本的经书混杂散放在吉如拉康内，绝大部分已残缺。经专家辨认，认定吉如拉康所藏经书大多成书于800年前后，另外还有几卷是吐蕃时期遗物，其文法、字体和敦煌出土的吐蕃古藏文文书相近。

## 建筑
吉如拉康坐西朝东，长30.3米，宽32.4米，面积981.72平方米。该寺建筑分属五个时期：
- 第一期：那姆拉康，时代约在吐蕃早期、中期。
- 第二期：释迦佛堂及其转经回廊，时代是8世纪上半叶。如今的寺庙是在此基础上扩建而成。
- 第三期：嘎登曲贡拉康，为阿底峡传教时借住之所，时代是11世纪初叶。
- 第四期：集会堂及两侧的转经廊、僧房、两柱廊房，位于释迦佛堂前，时代是16至17世纪。
- 第五期：1957年扩建后形成的小建筑群，包括3个拉康、2个集会堂，以及许多经廊、僧舍。[1]

吉如拉康的布局分为南、北两个部分：南部是主体，由释迦佛堂、集会堂及转经回廊等附属建筑组成；北部是后来逐步并入吉如拉康的建筑，主要有那姆纳拉康、嘎登曲贡拉康等等。
释迦佛堂及其转经回廊是吉如拉康的主体建筑。释迦佛堂位于整个吉如拉康南部最后边，进深7.65米，面阔8.8米，高6.5米，面积67平方米。佛堂面阔3间、进深3间，四周砌有厚0.95米的石墙，砌筑较为粗糙。建筑形制是世面式密梁平顶结构，梁柱斗栱非常大。内有4柱，直径0.38至0.4米，高4.4米；柱头下部为栌斗，栌斗正面长0.46米，侧面宽0.4米，高0.14米；栌斗上方为柱栱；紧接着栌斗上的小栱长0.78米，上部的大栱长0.05米。大栱、小栱之间刻有三升形象，从而在柱头上形成鲜明的一斗三升结构。转经回廊围绕在佛堂的南面、北面、西面，东侧是回廊的出入口。回廊建筑大部分已经在晚期扩建该寺时拆除，只有南侧东端还留存着原有的经廊，宽1.7米，长2.5米，高3.6米；外墙以石砌成，墙厚0.9米；回廊顶部有横棚短椽（圆木），直径0.26米，间距0.3米。
释迦佛堂建筑构件上有早期线刻艺术。堂内明柱柱栱上除了雕刻着卷草纹饰以外，各大栱栱心正面还雕刻着各种图案：前排右柱栱心刻有摩尼宝珠；左柱柱栱刻有大雄狮。后排左柱栱心刻有巨龙，身躯呈“∽”形，昂首曲颈；右柱栱心刻有虎，头圆且唇短。释迦佛堂共有13尊塑像，为泥塑彩绘，主尊是释迦牟尼，其他是八大随佛弟子、二力士、供养人夫妇。释迦牟尼位于后部正中的佛坛之上。佛坛坛座进深2.3米，宽4.42米，高1.18米，下部是须弥座，上部是仰覆莲瓣。释迦牟尼佛像高3.2米，身宽2.85米，胸部体厚1米，螺髻，穿右袒式大衣，结跏趺坐，右手垂在右膝作“触地印”，左手托钵置于腹前的腿上，衣褶垂拖在莲座上。释迦牟尼佛像顶部设有鹏螺龛门，由大鹏、摩羯鱼、法螺、宝莲、宝柱、宝瓶六种形象组成。八大随佛弟子及二力士分别立于释迦牟尼前面的左右两侧；释迦牟尼对面门南一侧为菩萨装的供养人夫妇立像。八大随佛弟子和供养人夫妇合计10尊，一般高3米，肩宽大多是0.75米，上体稍向前倾，五官清秀，神态虔诚。八大随佛弟子中，以右排上首弟子的形象最完整，该塑像凤眼蛾眉，嘴角微微扬起，面容体态宛如年轻贵妇。供养人中的妇人像，容貌俊秀，略带羞涩，乳房突出，体态匀称，为世俗女子形象。八大随佛弟子和供养人夫妇塑像均作菩萨装，戴手镯、臂钏，佩戴璎珞，花冠高髻，袒胸露臂，身穿绿色或者蓝色披帛，红色的长裙曳地。东侧四弟子以及供养人在红色长裙外又加穿蓝色短裙。二力士身穿虎裙、长靴，袒露上身，臂缠5条蛇。
释迦佛堂收藏有许多文物：
- 观音唐卡：宽23.6厘米，长80厘米，上部正中彩绘观音立像，为高发髻、束宝缯，裸露上身，饰以璎珞，右臂略微屈曲向前伸，掌心朝外，左手拈花放在胸前；下身穿绿色短裤，腰系红色的结带，下肢赤裸，双足向外呈一字形，站在莲座上。身后有红色的背光。观音立像下部的小柜内，绘有一结跏趺坐的男性供养人像、一合掌跪立的女性供养人像。唐卡背面有梵文对音藏译文字共计54行。
- 贝叶经：一叶，宽4厘米，长34厘米，正面抄写5行经文。背面以中心为界，半边写6行经文，另外半边写4行经文。中间有个小圆孔，供穿缀之用。
- 手抄经卷：（见上）[1]

除了释迦佛堂及其转经回廊外，吉如拉康的其他主要建筑还有：
- 那姆纳拉康：吉如拉康最早的建筑。现存开间面阔3间、进深3间，室内面积30余平方米，为1957年扩建后形成的规模；原有规模非常小，面积5.8平方米；其内供奉释迦牟尼及八弟子塑像，主尊为那巴尔内赞，文化大革命时期被毁。
- 嘎登曲贡拉康：吉如拉康早期建筑，门朝南，室内面积7.8平方米，高2.05米。建筑非常粗糙，内墙遍绘早期壁画。正中的墙上绘有阿底峡，两侧是其两大弟子仲敦巴和欧若白西若。
- 集会堂：吉如拉康晚期建筑，位于释迦佛堂前面。集会堂面积56.3平方米，有方柱4根，栌斗、柱栱、柱体雕饰有彩绘。堂内四壁绘有红教题材的壁画，其中西壁南侧主要绘夏迦多巴佛，西壁北侧绘门喀拉大像，南壁中部绘莲花生大像，北壁中部绘多吉扎·仁增钦布活佛大像，东壁与南壁、北壁中部依次绘有四尊护法神像。增建集会堂时，在集会堂左、右两侧及前面增修了转经回廊，回廊前部中央辟有一出入通道，即该寺大门，通道之外建有两柱门房。[1]

吉如拉康1957年进行了一次扩建改建，拆除了转经回廊、佛堂部分建筑与那姆纳拉康之间的界墙、大门的门廊；增建了那姆纳拉康上面的集会堂、释迦佛堂前的集会堂门廊、北部界墙旁边的僧房等建筑；改建了两侧释迦佛堂及那姆纳拉康的连墙，扩建了那姆纳拉康，堵塞了那姆纳拉康正对面的前大门。